# Coupe d'Europe des vainqueurs de coupe de football 1991-1992
Navigation
Coupe des coupes 1990-1991 Coupe des coupes 1992-1993

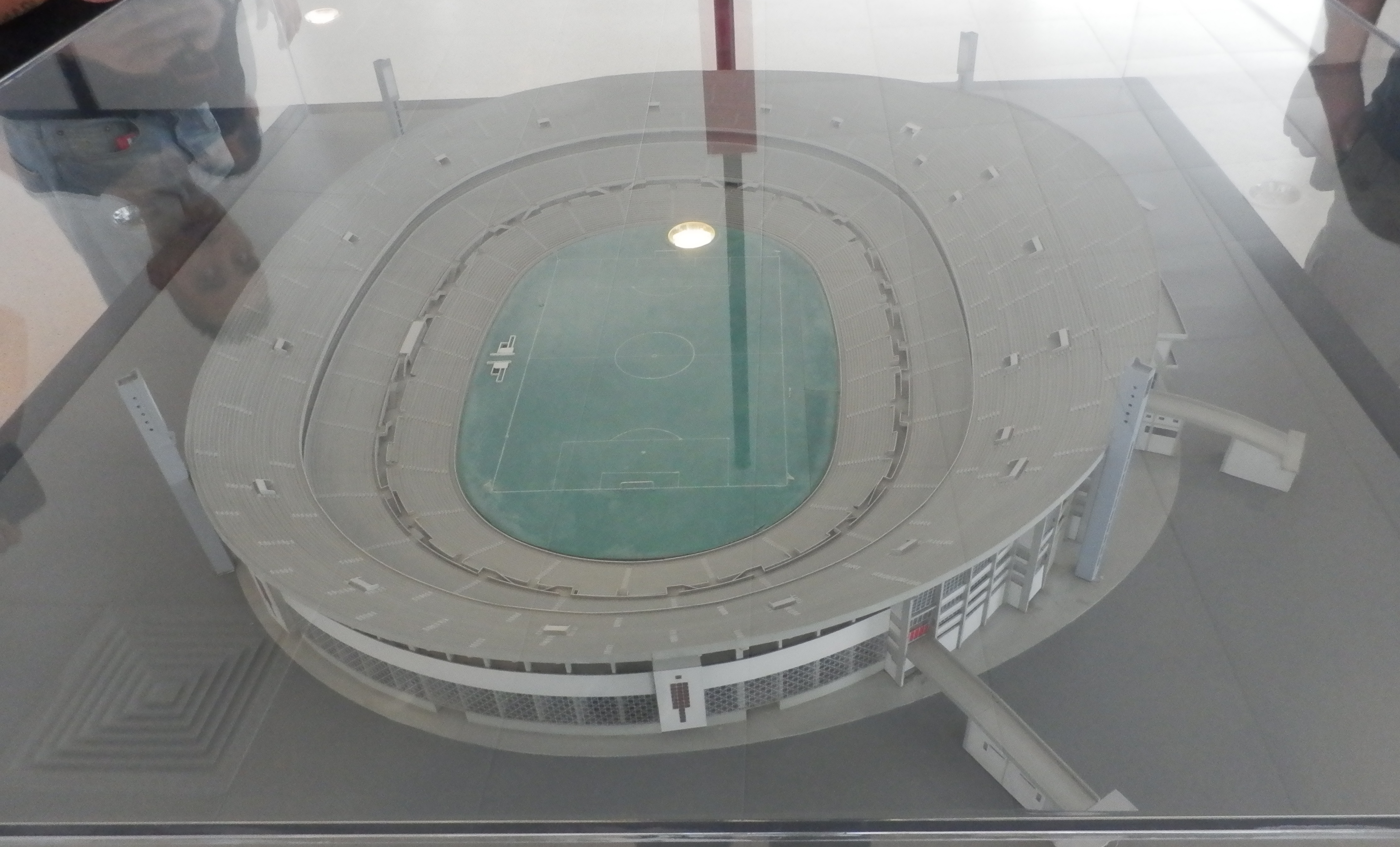

La Coupe d'Europe des vainqueurs de coupe 1991-1992 voit le sacre du club allemand du Werder Brême, qui bat l'AS Monaco lors de la finale disputée à l'Estádio da Luz de Lisbonne.
C'est le tout premier titre européen pour le Werder Brême qui met fin à 25 ans sans victoire allemande. Quant à l'AS Monaco, il est le premier club français à atteindre la finale de la compétition.
C'est l'attaquant hongrois de Ferencváros, Péter Lipcsei qui remporte le titre de meilleur buteur de l'épreuve avec six réalisations.

## Tour préliminaire
| Équipe 1      | Résultat | Équipe 2          | Aller | Retour |
| ------------- | -------- | ----------------- | ----- | ------ |
| SV Stockerau  | 0 - 2    | Tottenham Hotspur | 0 - 1 | 0 - 1  |
| Galway United | 0 - 7    | OB Odense         | 0 - 3 | 0 - 4  |

## Seizièmes de finale
| Équipe 1                  | Résultat | Équipe 2              | Aller  | Retour     |
| ------------------------- | -------- | --------------------- | ------ | ---------- |
| FC Bacău                  | 0 - 11   | Werder Brême          | 0 - 6  | 0 - 5      |
| PFK Levski Sofia          | 3 - 7    | Ferencváros           | 2 - 3  | 1 - 4      |
| OB Odense                 | 1 - 4    | FC Baník Ostrava      | 0 - 2  | 1 - 2      |
| FC Stahl Eisenhüttenstadt | 1 - 5    | Galatasaray           | 1 - 2  | 0 - 3      |
| Fyllingen Fotball         | 2 - 8    | Atlético de Madrid    | 0 - 1  | 2 - 7      |
| Athinaïkós                | 0 - 2    | Manchester United T   | 0 - 0  | 0 - 2 a.p. |
| GKS Katowice              | 3 - 3    | Motherwell            | 2 - 0  | e1 - 3     |
| Omonia Nicosie            | 0 - 4    | FC Bruges             | 0 - 2  | 0 - 2      |
| KF Partizan Tirana        | 0 - 1    | Feyenoord Rotterdam   | 0 - 0  | 0 - 1      |
| Valur Reykjavik           | 1 - 2    | FC Sion               | 0 - 1  | 1 - 1      |
| Valletta FC               | 0 - 4    | FC Porto              | 0 - 3  | 0 - 1      |
| Hajduk Split              | 1 - 2    | Tottenham Hotspur     | 1 - 0  | 0 - 2      |
| CSKA Moscou               | 2 - 2    | AS Rome               | 1 - 2e | 1 - 0      |
| Glenavon FC               | 4 - 4    | Ilves Tampere         | 3 - 2e | 1 - 2      |
| IFK Norrköping            | 6 - 1    | AS La Jeunesse d'Esch | 4 - 0  | 2 - 1      |
| Swansea City              | 1 - 10   | AS Monaco             | 1 - 2  | 0 - 8      |

## Huitièmes de finale
| Équipe 1           | Résultat | Équipe 2            | Aller | Retour             |
| ------------------ | -------- | ------------------- | ----- | ------------------ |
| Ilves Tampere      | 3 - 6    | AS Rome             | 1 - 1 | 2 - 5              |
| IFK Norrköping     | 1 - 3    | AS Monaco           | 1 - 2 | 0 - 1              |
| Atlético de Madrid | 4 - 1    | Manchester United T | 3 - 0 | 1 - 1              |
| Galatasaray        | 2 - 2    | Baník Ostrava       | 0 - 1 | e2 - 1             |
| Tottenham Hotspur  | 3 - 1    | FC Porto            | 3 - 1 | 0 - 0              |
| Werder Brême       | 4 - 2    | Ferencváros         | 3 - 2 | 1 - 0              |
| FC Sion            | 0 - 0    | Feyenoord Rotterdam | 0 - 0 | 0 - 0 ap (3-5) tab |
| GKS Katowice       | 0 - 4    | FC Bruges           | 0 - 1 | 0 - 3              |

## Quarts de finale
| Équipe 1            | Résultat | Équipe 2          | Aller  | Retour |
| ------------------- | -------- | ----------------- | ------ | ------ |
| AS Rome             | 0 - 1    | AS Monaco         | 0 - 0  | 0 - 1  |
| Atlético de Madrid  | 4 - 4    | FC Bruges         | 3 - 2e | 1 - 2  |
| Feyenoord Rotterdam | 1 - 0    | Tottenham Hotspur | 1 - 0  | 0 - 0  |
| Werder Brême        | 2 - 1    | Galatasaray       | 2 - 1  | 0 - 0  |

## Demi-finales
| Équipe 1  | Résultat | Équipe 2            | Aller | Retour |
| --------- | -------- | ------------------- | ----- | ------ |
| AS Monaco | 3 - 3    | Feyenoord Rotterdam | 1 - 1 | e2 - 2 |
| FC Bruges | 1 - 2    | Werder Brême        | 1 - 0 | 0 - 2  |

## Finale
| 6 mai 1992 | Werder Brême           | 2 – 0 | AS Monaco | Estádio da Luz, Lisbonne                       |                                                |
|            | Allofs 40e · Rufer 55e |       |           | Spectateurs : 16 000 Arbitrage : Pietro D'Elia | Spectateurs : 16 000 Arbitrage : Pietro D'Elia |